# Klitispa
Klitispa là một chi bọ cánh cứng trong họ Chrysomelidae.
Chi này được miêu tả khoa học năm 1940 bởi Uhmann.

## Các loài
Các loài trong chi này gồm:
- Klitispa corrugata (Spaeth, 1933)
- Klitispa mutilata (Chen & Sun, 1964)
- Klitispa nigripennis (Weise, 1905)
- Klitispa opacicollis (Gestro, 1917)
- Klitispa opacula (Spaeth, 1933)
- Klitispa rugicollis (Gestro, 1890)